# Рубль РРФСР
Радзнак (рос. Совзнак) — валюта РРФСР з 1919 до 1922 року і СРСР з 1922 до 1924 року. Випуском цієї валюти у 1919—1921 роках займався Народний комісаріат фінансів РРФСР, а у 1921—1922 роках — Державний банк РРФСР.
Радзнаки, які являли собою паперові гроші, що називалися «грошовими знаками», приймалися тільки на територіях, контрольованих радянською владою — РРФСР, Білорусь, Туркестан, Україна і Закавказзя. На відміну від всіх інших випущених грошей, радзнаки не визнавалися білогвардійцями і УНР. 
Радзнаки, фактично будучи грошима, офіційно грошима не називалися, так як заявленою метою радянського уряду було побудова комуністичного суспільства, в якому гроші будуть відсутні. Словосполучення «грошовий знак» з'явилося тільки на купюрах зразка 1922 року.
Починаючи з 1922 року, паралельно діяла ще одна грошова одиниця — «червінець». При цьому «червінець» був валютою із стійкою ціною, а радзнаки з падаючою. Швидке знецінення радзнаків було викликано їх масовою емісією без золотого вмісту для покриття бюджетного дефіциту. Мали ходіння понад року після створення СРСР в грудні 1922 року.
Згідно з декретом РНК СРСР від 7 березня 1924 року, емісія радзнаків була припинена, а випущені банкноти підлягали викупу за співвідношенням 1 карбованець золотом (казначейськими білетами) за 50 000 рублів радзнаками зразка 1923 року. Банкноти попередніх випусків також обмінювалися за курсом 1 карбованець за 5 000 000 рублів зразка 1922 року або 1 карбованець за 50 000 000 000 рублів більш ранніх випусків.

## Знищення грошового обігу як частина політики воєнного комунізму
Однією з перших дій більшовиків під час Жовтневої революції було збройне захоплення Державного банку. Були захоплені будівлі і приватних банків. Декретом «про націоналізацію банків» від 14 (27) грудня 1917 року банківська справа була оголошена державною монополією. Націоналізація банків в грудні 1917 року була підкріплена конфіскацією грошей у населення. Конфісковувалося все золото і срібло в монетах і злитках, паперові гроші, якщо вони перевищували суму в 5000 рублів і були нажиті «нетрудовим шляхом». Для малих вкладів, які залишилися неконфіскованими, була встановлена норма отримання грошей з рахунків не більше 500 рублів на місяць, так що і неконфіскований залишок швидко «з'їдався» інфляцією.

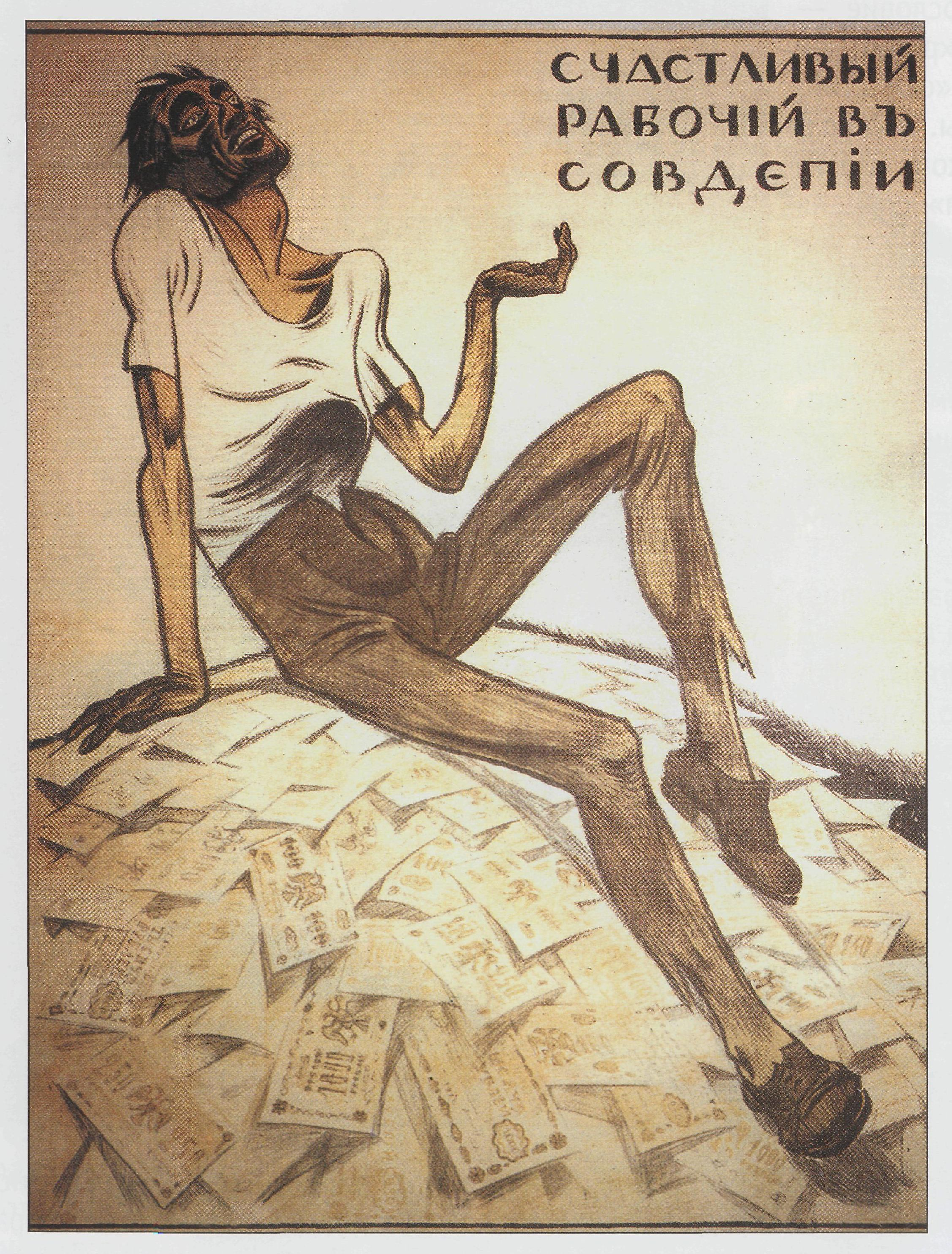
«Щасливий робітник в Совдепії» — білогвардійський плакат 1919 року, на якому зображено голодного робітника на купі знецінених радзнаків.

За радянським планом побудови комунізму усі капіталістичні відносини мали зникнути, виробництво мало бути націоналізоване, а оплата праці мала проводитись натуральною платнею згідно гасла «Від кожного по здатності, кожному по потребі». В таких умовах гроші визнавались не лише зайвими, а навіть шкідливими. Саме тому у перші роки нової влади радянські ідеологи комунізму (М. Бухарін, Ю. Ларін й інші) пропонували різні проекти знищення грошового обігу. У підсумку було вирішено здійснити знищення грошей через тотальну гіперінфляцію, знецінені гроші шестизначних номіналів і більше мали перестати цікавити радянських громадян.
Після проголошення декрету «Про продовольчі комуни» ринкові відносини в житті окремих груп населення перестали існувати. Якщо у 1918 році робітник отримував 53 % заробітку грошима, а решту — натурою, то у 1919 році ця цифра становила 21 %, а у 1920 році — 7 %. Протягом 1920 року були прийняті декрети, які скасовували всі грошові операції в рамках державного господарства.
Наступний крок на шляху повного скасування грошей передбачав зведення нанівець їх значення для населення. З цією метою 4 грудня 1920 року було видано декрет «Про безкоштовне надання населенню продовольчих продуктів», а 17 грудня — «Про безкоштовне надання населенню предметів широкого вжитку». 27 січня 1921 року було скасовано оплату за житло. Пошта, телеграф, транспорт, лазні, пральні й інші установи і комунальні послуги теж стали безкоштовними.
Весною 1921 року були встановлені норми натурального обміну продуктів на промислові товари, для знищення грошей на селі. Наприклад, пуд пшениці вважався еквівалентом 10 фунтів солі, 30 голок, 20 ложок, 8 фунтів гасу тощо.
Всі ці соціалістичні перетворення до 1921 року привели до повного зубожіння усіх верств господарста (радянській владі, для розподілу навіть мінімальних благ серед населення, доводилось примусом вилучати в населення здобутки праці (наприклад, надмірна конфіскація хліба у селян в УРСР) й інтерес до подальшої праці швидко зник. В результаті цього уряду довелось повернутись до відновлення грошового обігу.

## Невизнання радзнаків білими

### Збройні сили Півдня Росії(1918—1920)
Наші війська займалися захопленням військовополонених, радянських штабів і різних установ, насичувалися цими грошима і також були незадоволені їх невизнанням.
Особлива нарада вважала неприпустимим визнавати ці гроші хоча б і тимчасово. (Виняток з цього правила, в сенсі тимчасового визнання радянських грошей, наскільки пам'ятаю, було допущено тільки для району Північного Кавказу.) У разі тимчасового їх визнання, тобто призначення терміну на обмін їх на грошові знаки, що мають ходіння на території, звільненої від більшовиків, у нас не вистачило б грошей для втілення цієї операції.
Вільне ж допущення в обіг радянських грошей давало б в руки Радянського Уряду занадто могутнє знаряддя для боротьби з нами.
Генерал Денікін, при об'їзді фронту, надіслав мені з Харкова (23 червня / 6 липня 1919 року) телеграму, в якій, між інши, вказуючи, що розпорядження про невизнання радянських, зокрема п'ятаковських, грошей, збуджує населення, в яке випущено їх близько мільярда, повідомляє, що генерал Май-Маєвський це розпорядження призупинив, і просив дати пояснення.
У відповідь на телеграму я послав (24 червня / 7 липня) Головнокомандувачу таку відповідь: «Питання щодо радянських грошей, зокрема п'ятаковських, детально обговорювалося Особливою нарадою з практичної і наукової точок зору. Одноголосно визнано, що якщо допустити і визнати ці гроші, то ми залишаємо страшне знаряддя в руках радянської влади і ведемо Росію до вірного банкрутства. Адже при подальшому просуванні ми зустрінемо ще більшу кількість мільярдів цих грошей. Те, що населення, яке має звичайно і романовські, і керенки, і українські, викидає на ринок саме радянські, перш за все, вказує на те, що воно саме усвідомлює неміцність цих грошей.
Звичайно, і у військ радянських грошей виявилося багато. Характерний один з мотивів Май-Маєвського, що на армію жертвують багато цих грошей. Звичайно, ця операція (тобто невизнання) хвороблива, але Особлива нарада і Керуючий фінансами іншого виходу не бачили.
Постановлено запропонувати всі радянські гроші здавати на поточний рахунок, оголосивши населенню, що поки їх доля не вирішується; але видавати можна кожному, незалежно від принесеної суми, не більше п'ятисот рублів визнаними знаками з відміткою на дозволі на проживання. (Цю поступку, тобто незначний розмін, визнано було необхідним зробити, так як дійсно міське населення, а особливо робоче, при повному невизнання радянських грошей ставилося в дуже скрутне становище.)
Єдине, що можливо — це дещо збільшити видачу, але навряд чи допустимо ці гроші визнавати».
Генерал Денікін погодився з цим поясненням, і ним були викладено відповідні вказівки.
Але цей захід, особливо серед робітників, викликав велике невдоволення проти «білої армії».
—  Генерал О. С. Лукомський, Архів російської революції Гессена, Берлін, 1921